# Plectranthus jebel-marrae
Plectranthus jebel-marrae là một loài thực vật có hoa trong họ Hoa môi. Loài này được Wickens & B.Mathew miêu tả khoa học đầu tiên năm 1971.